# Casa de les Beates del convent de Sant Domènec
Casa de les Beates del convent de Sant Domènec és un Edifici del municipi de Tarragona protegit com a bé cultural d'interès local. Edifici religiós amb un altíssim interès històric i arqueològic, perquè dins els seus murs es preserva tota l'estructura de la plaça de representació del fòrum provincial. Les restes arqueològiques contingudes al jardí i a l'interior de l'edifici es consideren BCIN-Zona arqueològica.

## Descripció
Es tracta d'un edifici entre mitgeres format al llarg del temps per tres cossos. De planta baixa i dos més, amb pati interior i església de la comunitat. Construït sobre les ruïnes del circ romà, com pot observar-se en el seu pati i en la porta d'entrada, la mateixa del Fòrum, i la volta romana de canó. La façana, d'obra feta de carreus ajustats, té una banda interior alineada amb la plaça i una altra més sortida doblegada en angle que forma un volum buit el qual dona transparència al porxo amb dos arcs de mig punt.
El primer cos consisteix en un doble pis sobre la volta romana del Pallol amb pòrtic obert mitjançant un gran arc de mig punt rebaixat. En el primer pis s'obre un finestral geminat d'estil gòtic amb un escut del consell municipal per sobre del finestral i en el seu centre. El trespol interior de fusta està perdut. En el segon pis es documenten dues finestres d'esquema rectangular amb trencaaigües que arranquen de dues mènsules, típiques del gòtic final. Ambdues foren projectades com a balcons encara que la més oriental fou reconvertida en finestra. En aquest tapiat es troba inserit un motiu heràldic. Per sobre del primer pis hi ha les golfes. Tot el cos està construït amb maçoneria i cantonades amb carreus.
El cos central consisteix en planta baixa i dos pisos. L'estructura fou aixecada amb maçoneria i reformada amb posterioritat amb carreus de mitjanes dimensions. La planta baixa presenta una porta d'accés d'arc de mig punt que substituiria a una porta més petita en una fase posterior. Això és el que es desprèn de la presència d'una fornícula superior amortitzada i tapiada i de la parcial desaparició d'una pintura en vermell amb part de les sigles del "Ave Maria Gratia Plena" i la data 1666. Possiblement la primera fase dati de finals del segle xv, la segona d'entorn del 1666 i la tercera consistent en l'actual porta posterior al 1696. En aquest segon cos constructiu s'identifica entre la planta baixa i el primer pis una finestra tapiada. El primer pis presenta un finestral reconvertit en balcó sobre la porta principal que, a més, presenta escut i una petita finestra a l'esquerra del finestral. El segon pis té un balcó en l'eix de la façana. Aquest segon cos presenta parcialment conservat a nivell de primer pis i en tot el segon un revocat esgrafiat en tres camps, amb decoració de carreus encoixinats. Cadascun d'ells es troba separat per tres franges horitzontals de les quals la central presenta una decoració de rombes. Aquesta decoració estaria associada amb la darrera fase del convent datada a partir del 1696.
El tercer cos sembla afegit al segon. Fou construït amb maçoneria i carreus cantoners, sobresurt 1,50 m respecte a l'anterior. En la planta baixa s'obre una porta recentment tapiada amb una petita finestra per sobre. En el primer i segon pis s'identifiquen sengles finestres. El cos presenta el mateix revocat que el segon cos. Probablement al segle xviii s'afegí a l'estructura del convent una nova església amb façana a la plaça i annexa a aquest tercer cos. L'església és d'una sola nau amb volta acanalada. La porta d'accés és d'arc de mig punt. A ella s'hi arriba mitjançant tres graons. Per sobre de la porta s'identifica una fornícula i, per sobre d'aquesta, una rosassa de petites dimensions.
El convent presenta en el seu interior una forma d'"L". Les cel·les del convent ocuparien el costat llarg per sobre de la volta romana i estarien articulades en dues plantes amb teulada a doble vessant. S'accediria a aquesta ala del convent mitjançant una escala interior accessible des del segons cos de la façana. El lateral curt, amb façana a plaça Pallol, està ocupat per dependències d'estructura rectangular en planta baixa i dos pisos. En la planta baixa s'identifica una cisterna possiblement romana així com dos arcs apuntats possiblement medievals que donarien accés al jardí.
El jardí és interior i ocuparia l'espai entre les ales occidental i meridional del convent. En l'interior d'aquest espai es van realitzar excavacions arqueològiques l'any 1994 que estan per acabar. En elles, malgrat tot, es van documentar importantíssimes estructures romanes consistents en el porticat de la plaça de representació del fòrum provincial (podi, porticat i mur de tancament amb pilastres adossades, arquitrau, fris i cornisa). Per sobre es va documentar ocupació tardo romana, medieval i moderna. Destacable en aquest sentit és la documentació d'un forn per obrir d'època medieval i d'un forn de campanes d'època moderna.

## Història
Local ocupat pels templers el 1143, essent ocupat el 1248 pels dominics. Quan els franciscans van instal·lar-se en el nou edifici de la Rambla Vella, els dominics van passar al que aquells van deixar a la plaça de la Font.
Entre el 1693 i el 1696 l'edifici estarà abandonat i sota propietat municipal. El 1696 traslladen el seu convent (situat a les Voltes de Sant Bernat) a aquest espai les beates de Sant Domènec (anomenades "Beates Blanques"). Serà a partir d'aquesta època quan es portaran a terme importants reformes en l'edifici dotant-lo de l'estructura arquitectònica actual.

## Protecció genèrica
- Tot el terme municipal de Tarragona està protegit i declarat pel Decret 652/1966, de 10 de març (BOE de 22 de març de 1966) i d'acord amb l'àmbit III amb un nivell de protecció d'acord amb la vigent Llei 9/93 del Patrimoni Cultural Català, Bé Cultural d'Interès Nacional a la categoria de BCIN-zona arqueològica.[1]
- El bé es troba dins l'àrea de protecció de "Conjunt històric", protegit i declarat pel Decret 652/1966, de 10 de març (BOE de 22 de març de 1966) amb un nivell de protecció d'acord amb la vigent Llei 9/93 del Patrimoni Cultural Català de Bé Cultural d'Interès Nacional a la categoria de CONJUNTS (BCIN) (R-I-53-0073).[1]
- La volta del Pallol i estructures romanes tenen la protecció de BCIN d'acord amb el Decret de 3 de juny de 1931 (Gaceta de 4 de juny de 1931) i d'acord amb la vigent Llei 9/93 del Patrimoni Cultural català de BCIN (R-I-55-0044).[1]
- L'escut heràldic conservat té la categoria de BCIN d'acord amb el Decret 571/1963 de 14 de març sobre protecció d'escuts, emblemes, pedres heràldiques, rotlles de justícia, creus de terme i pedres similars (BOE 30.03.1963) que es recull a la disposició addicional segona de la Llei 16/1986 de 25 de juny del Patrimoni Històric Espanyol (BOE 25.06.1985) i al seu temps es recull a la disposició addicional primera.[1]